# Stazione di Privilasco
La stazione di Privilasco era una fermata ferroviaria della ferrovia del Bernina a servizio di Privilasco e di San Carlo, frazioni del comune di Poschiavo.

## Storia
La stazione entrò in funzione il 5 luglio 1910 insieme alla tratta Ospizio Bernina-Poschiavo della linea del Bernina della Ferrovia Retica.

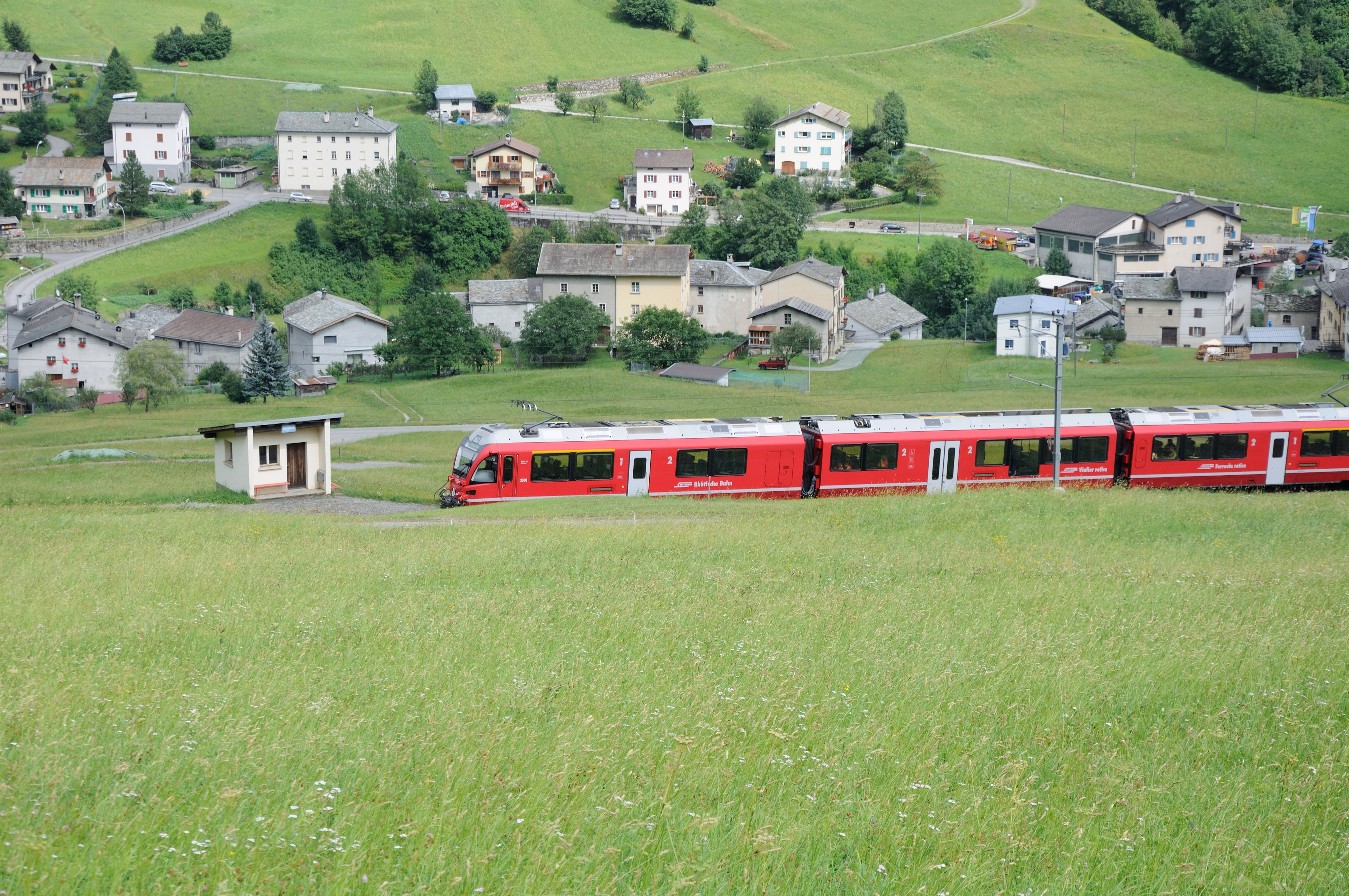
L'ABe 8/12 nr. 3501 della Ferrovia Retica in transito presso la fermata di Privilasco

Fu soppressa con l’introduzione dell’orario invernale del 10 dicembre 2017 per consentire il raddoppio della linea a nord della stazione di Poschiavo.

## Strutture ed impianti
La fermata era di tipo facoltativo ed era dotata di una piccola struttura in muratura a protezione dell'utenza.